# Ouïsme
L’ouïsme (aussi écrit ouisme) est un phénomène linguistique consistant en la fermeture de la voyelle mi-fermée postérieure arrondie [o] ou de la voyelle mi-ouverte postérieure arrondie [ɔ] en voyelle fermée postérieure arrondie [u], ou voyelle préfermée postérieure arrondie [ʊ], dans certains contextes phonologiques ou sociolinguistiques caractéristiques à certains parlers régionaux ou anciens du français.
Au XVIe siècle, la Cour utilise la prononciation de la région de la Loire, où l’ouïsme est la norme et le /o/ a été remplacé par /u/ dans plusieurs mots. Les grammairiens de l’époque décrivent le phénomène et revendiquent un retour au /o/ étymologique. Cependant certains ouïsmes de l’époque sont devenus la norme en français standard, comme courroie, fourbu, fourvoyer, pourceau, tourner, à comparer avec corbeille, forêt, fromage, froment, orgueil, ortie, poteau, soleil.
En français acadien, l’ouïsme est un trait sonore particulier et fait que le /o/ et /ɔ/ se prononce [ʊ] devant une consonne nasale (pomme [pʊm]) et dans un certain nombre de mots comme chose ou grosse,.